# Боброва (Підкарпатське воєводство)
Боброва (пол. Bobrowa) — село в Польщі, у гміні Жиракув Дембицького повіту Підкарпатського воєводства.
Населення — 1471 особа (2011).
У 1975-1998 роках село належало до Тарновського воєводства.

## Демографія
Демографічна структура станом на 31 березня 2011 року:
|          | Загалом | Допрацездатний вік | Працездатний вік | Постпрацездатний вік |
| -------- | ------- | ------------------ | ---------------- | -------------------- |
| Чоловіки | 736     | 176                | 487              | 73                   |
| Жінки    | 735     | 160                | 427              | 148                  |
| Разом    | 1471    | 336                | 914              | 221                  |